# Tonara
Tonara är en ort och kommun i provinsen Nuoro i regionen Sardinien i Italien. Kommunen hade 2 020 invånare (2017).